# 1547
El 1547 (MDXLVII) fou un any comú començat en dissabte del calendari julià.

## Esdeveniments
- València. Surten de les premses de Joan Mey els Fori regni Valentiae, compilació del dret foral valencià.

## Naixements
- 29 de setembre, Alcalá de Henares, Espanya: Miguel de Cervantes Saavedra, escriptor en castellà (m. el 1616).
- 21 d'octubre, Nàpols: Orsola Benincasa, religiosa i mística, fundadora de les Germanes Teatines.[1]
- 25 d'octubre, Guimarães (Portugal): Duarte de Sande, jesuïta portuguès, missioner a la Xina (m. 1599)[2]
- Sevilla, Andalusia, Espanya: Mateo Alemán, escriptor en espanyol (m. 1615).
- Anvers, Marquesat d'Anvers: George de La Hèle, músic de l'escola francoflamenca actiu a Espanya.

## Necrològiques
- Hernán Cortés, conqueridor espanyol